# Metrobank Center
Metrobank Center, også kendt under det tidligere navn Federal Land Tower, er den højeste skyskraber i Filippinerne. Den blev åbnet i 2017. Bygningen er 318 meter høj og har 66 etager der indeholder kontorer og et stort hotel i de øverste etager.

## Eksterne links
- Officiel hjemmeside Arkiveret 28. april 2025 hos  Wayback Machine

14°33′25″N 121°03′07″Ø / 14.55696°N 121.05206°Ø